# Ballet des sylphides
Ballet des sylphides è un cortometraggio del 1902 diretto da Ferdinand Zecca.